# Nagroda Akademii Szwedzkiej za Przekład
Nagroda Akademii Szwedzkiej za Przekład (szw. Svenska Akademiens översättarpris) – nagroda literacka przyznawana corocznie przez Akademię Szwedzką za najlepszy przekład z języka obcego na szwedzki. Wyróżniane są przede wszystkim przekłady literatury pięknej, lecz również z różnych dziedzin nauk humanistycznych. Suma nagrody wynosiła w 2007 60 000 koron.

## Laureaci
- 1953 – Nils Holmberg(inne języki)
- 1954 – Börje Knös(inne języki)
- 1955 – Elmer Diktonius
- 1956 – Elsa Thulin(inne języki)
- 1957 – Thomas Warburton
- 1958 – Mårten Edlund(inne języki)
- 1959 – Birgitta Hammar(inne języki)
- 1960 – Erik Blomberg
- 1961 – Eva Alexanderson(inne języki)
- 1962 – Gun Bergman(inne języki)
- 1963 – Aida Törnell(inne języki)
- 1964 – Sven Barthel(inne języki)
- 1965 – Peter Hallberg(inne języki)
- 1966 – Erik Mesterton(inne języki)
- 1967 – Allan Bergstrand(inne języki)
- 1968 – Tord Baeckström(inne języki)
- 1969 – Harry Järv
- 1970 – Karin de Laval(inne języki)
- 1971 – Björn Collinder
- 1972 – Karin Alin(inne języki)
- 1973 – Carl Gustaf Bjurström(inne języki)
- 1974 – Olov Jonason(inne języki)
- 1975 – Hans Björkegren
- 1976 – Britt G. Hallqvist(inne języki)
- 1977 – Caj Lundgren(inne języki)
- 1978 – Bertil Cavallin(inne języki)
- 1979 – Sonja Bergvall(inne języki)
- 1980 – Lasse Söderberg(inne języki)
- 1981 – Margaretha Holmqvist(inne języki)
- 1982 – Irmgard Pingel-Åberg(inne języki)
- 1983 – Arne Lundgren(inne języki)
- 1984 – Ingvar Björkeson(inne języki)
- 1985 – Ingalisa Munck(inne języki)
- 1986 – Ulrika Wallenström(inne języki)
- 1987 – Staffan Dahl(inne języki)
- 1988 – Cilla Johnson(inne języki)
- 1989 – Jens Nordenhök(inne języki)
- 1990 – Jan Stolpe(inne języki)
- 1991 – Elisabeth Helms(inne języki)
- 1992 – Marianne Sandels(inne języki)
- 1993 – Marianne Eyre(inne języki)
- 1994 – Maria Ortman(inne języki)
- 1995 – Anders Bodegård
- 1996 – Kerstin Hallén(inne języki)
- 1997 – Ulla Roseen(inne języki)
- 1998 – Sture Pyk(inne języki)
- 1999 – Lars W Freij(inne języki)
- 2000 – Ervin Rosenberg(inne języki)
- 2001 – Anna Gustafsson Chen(inne języki)
- 2002 – Rose-Marie Nielsen(inne języki)
- 2003 – Kjell Johansson(inne języki)
- 2004 – Staffan Holmgren(inne języki)
- 2005 – Hans Berggren(inne języki)
- 2006 – Jeanette Emt(inne języki)
- 2007 – Margareta Zetterström(inne języki)
- 2008 – Inge Knutsson(inne języki)
- 2009 – Ulla Bruncrona(inne języki)
- 2010 – Gunnar D. Hansson(inne języki) i Ildikó Márky(inne języki)
- 2011 - Inger Johansson(inne języki)
- 2012 - Enel Melberg(inne języki)[3]